# Зінчук Микола Пилипович
Зінчук Микола Пилипович (11 квітня 1928, село Сухава Володавського повіту Люблінського воєводства (Польща) — 28 серпня 2014, село Тучин, Гощанський район, Рівненська область, Україна) — директор ДП ДГ «Тучинське» (1971—2011 рр.), депутат Рівненської обласної ради, член Політради Народної Партії, Почесний академік Національної академії аграрних наук України.

## Біографічні відомості
Народився 11 квітня 1928 року у с. Сухава Володавського повіту Люблінського воєводства (Польща).
З 1949 по 1954 р. навчався у Львівському ветеринарному інституті.
З 1954 по 1971 р. працював ветеринарним лікарем у с. Тучин Гощанського району Рівненської області.
З 1971 по 2011 р. — директор радгоспу ім. XXV з'їзду КПРС (зараз ДП ДГ «Тучинське» Рівненської державної сільськогосподарської дослідної станції).

## Досягнення
Під керівництвом М. Зінчука радгосп збільшив виробництво продукції у 3,7 рази за що впродовж 1975—1990 рр. радгосп 8 разів здобував перемогу у Всесоюзному соціалістичному змаганні, нагороджувався Перехідним червоним прапором ЦК КПРС, Ради Міністрів СРСР, ВЦРПС і ЦК ВЛКСМ, 6 разів заносився на всесоюзну дошку пошани в м. Москва, на дошку пошани ВДНГ СРСР; побудовано 220 квартир, поліклініку, лікарню, аптеку, літний кінотеатр, сільські клуби, кафе та ін.
До 1990 року радгосп був одним із найкращих агроформувань СРСР. У 2003 році досвід «ДГ „Тучинське“» визнано моделлю ефективного господарювання в сучасних умовах.
М. Зінчук — автор надранньої технології вирощування картоплі, півпарової обробки ґрунту для сівби цукрових буряків із застосуванням сидератів хрестоцвітих культур, інтенсивної технології використання культурних пасовищ, що забезпечують вихід з гектара по 150 і більше центнерів кормових одиниць, співавтор розробки і впровадження у виробництво нової комплексної технології вирощування кукурудзи на зерно і силос.
Займав активну позицію щодо соціальної захищеності селян і соціального розвитку населених пунктів, що розташовані на території ДГ «Тучинське».

## Почесні звання та нагороди

### Почесні звання
- Герой Соціалістичної Праці (1985 р.);
- Заслужений працівник сільського господарства УРСР (1988 р.);
- Лауреат Державної премії України в галузі науки і техніки (1977 р.).

### Нагороди
- ордени Леніна (1981 та 1985 рр.);
- орден Жовтневої Революції (1973 р.);
- орден Трудового Червоного Прапора (1971 р.);
- Орден «Знак Пошани» (1976 р.);
- Орден «За заслуги» ІІІ (1998 р.), ІІ (2003 р.) та І ступенів);
- також нагороджений трьома урядовими медалями, чотирма медалями ВДНГ СРСР.

## Праці
Автор понад 100 наукових праць, книжок, посібників, рекомендацій статей у наукових журналах та газетах, серед яких —
- «Кормовиробництво — спеціалізована галузь» (1986 р.);
- «Літньотабірне утримання корів» (1988 р.);
- «Високі врожаї картоплі — щорічно» (1988 р.);
- «Щедрий луг» (1988 р.)
- «Культурні пасовища в системі кормовиробництва» (2003 р.);
- «Відродимо село — збережемо Україну» (2003 р.);
- «ДГ „Тучинське“. 1961—2007» (2007 р.).

У 1985—1991 рр. — член редколегії журналу «Кормовые культуры».